# Adolf Quast
Adolf Quast (* 6. September 1910 in Hildesheim; † 21. Juli 2014 in Celle) war ein deutscher Theologe und Domprediger am Braunschweiger Dom St. Blasii.

## Leben

### Studium, erste Pfarrstellen und Kavallerieoffizier
Nachdem Quast in jungen Jahren seine Eltern verloren hatte, studierte er ab 1929 in Göttingen Theologie und Orientalistik, insbesondere Aramäisch. Dort trat er der christlichen Studentenverbindung Göttinger Wingolf bei.
Im Jahr 1933 besuchte er das Predigerseminar in Wolfenbüttel und trat 1934 als Vikar in den Dienst der evangelischen Landeskirche mit den Pfarrstellen in Engelnstedt. Nach seiner Ordination am 12. Januar 1936 erhielt er seine erste Anstellung in Uthmöden bei Haldensleben, die ihn auch in Konflikt mit der NSDAP brachte. Kurz nach der Hochzeit mit seiner Frau Rosel im September 1939 wurde er zur Wehrmacht einberufen, in der er als Kavallerieoffizier diente. 1945 geriet er in amerikanische Gefangenschaft. Als Pfarrer in Bahrdorf, an der innerdeutschen Grenze, konnte er ab 1946 viele Soldaten mit gefälschten Papieren vor sowjetischer Gefangenschaft oder dem Tod retten. Gleichzeitig versuchten die Machthaber der sowjetischen Besatzungszone mehrfach, Quast zu entführen, was allerdings wohl durch den britischen Geheimdienst verhindert wurde.

### Funktionen in der Braunschweigischen Landeskirche
Ab 1949 erhielt er die Pfarrstelle in Salzgitter-Thiede und engagierte sich stark im „Heimatlosenlagerdienst“. Er war Mitgründer des CVJM sowie des CJD-Jugenddorfes in Salzgitter. Nebenamtlich war Quast Referent der Evangelisch-lutherischen Landeskirche in Braunschweig für Öffentlichkeitsarbeit und Flüchtlingsfragen. Später wurde er auch Vorsitzender des CVJM in Salzgitter sowie des Nordbundes des CVJM. Als Nachfolger von Arnold Dannemann wurde er Vorsitzender des Heimatlosenlagerdienstes in der Bundesrepublik. In seiner Funktion als Vertreter der niedersächsischen Landeskirchen bei der Landes- und Bundesregierung war er um 1955 maßgebend verantwortlich für die Ausarbeitung von drei bedeutenden Verträgen:
- 1. dem Domvergleich mit der Zielsetzung, den Braunschweiger Dom St. Blasii in das Eigentum der Landeskirche zu überführen,
- 2. dem Loccumer Vertrag, der das Verhältnis zwischen Staat und Kirche rechtlich regelt,
- 3. dem Ausgleich zwischen Landeskirche und Landesregierung in Sachen des „Braunschweigischen Kloster- und Studienfonds“.

### Domprediger am Braunschweiger Dom St. Blasii
Von 1965 bis zum Ende seiner Dienstzeit im Jahr 1975 war Quast Domprediger am Braunschweiger Dom. Die Entweihung des Braunschweiger Doms St. Blasii durch die SS mit nachheriger Verwaisung war für Quast nicht hinnehmbar und so galt sein Wirken der Wiederherstellung der alten Bedeutung des Doms. Das Auftauchen des Evangeliars Heinrichs des Löwen und die nachfolgende Ersteigerung bei Sotheby’s durch das Land Niedersachsen wurde von ihm erforscht, in einen konkreten Bezug zum Dom gebracht und der Öffentlichkeit vorgestellt.

### Soziales Engagement
Nach seiner Pensionierung engagierte sich Quast als Vorstand der Stiftung Knabenhof bei St. Leonhard für den Aufbau des Gymnasiums Christophorusschule.

## Ehrungen
- 1952: Bundesverdienstkreuz am Bande
- 1956: Bundesverdienstkreuz 1. Klasse

## Schriften (Auswahl)
- Kurzer Führer durch den Dom St. Blasii in Braunschweig. Vieweg, Braunschweig 1967, OCLC 833495754.
- Der Sankt-Blasius-Dom zu Braunschweig. Seine Geschichte u. seine Kunstwerke. Selbstverlag, Braunschweig 1973, OCLC 74242820.
- Eine bedeutsame Inschrift und das Siegel Bischof Adelogs im Altar des Braunschweiger Domes. 1974, OCLC 833874257.